# Teinogenys metallicola
Teinogenys metallicola är en skalbaggsart som beskrevs av Blackburn 1892. Teinogenys metallicola ingår i släktet Teinogenys och familjen Dynastidae. Inga underarter finns listade i Catalogue of Life.